# Ziguiella
Ziguiella es un género de foraminífero bentónico de la subfamilia Boultoniinae, de la familia Schubertellidae, de la superfamilia Fusulinoidea, del suborden Fusulinina y del orden Fusulinida. Su especie tipo es Gallowaiinella quasicylindrica. Su rango cronoestratigráfico abarca el Gzheliense (Pérmico superior).

## Discusión
Clasificaciones más recientes incluyen Ziguiella en la superfamilia Schubertelloidea, y en la subclase Fusulinana de la clase Fusulinata.

## Clasificación
Ziguiella incluye a las siguientes especies:
- Ziguiella longjiangensis †
- Ziguiella quasicylindrica †
- Ziguiella truncata †